# Carlota de Hesse-Kassel (1725-1782)

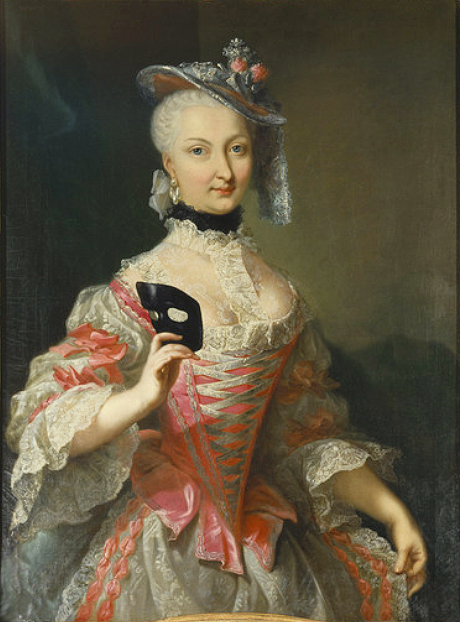

La princesa Cristina Carlota de Hesse-Kassel (11 de febrero de 1725 - 4 de junio de 1782) fue una princesa de Hesse que vivió como canóniga secular antes de convertirse en princesa-abadesa coadjutora de la abadía de Herford.

## Biografía
La princesa Cristina Carlota de Hesse-Kassel nació en Kassel el 11 de febrero de 1725, hija del príncipe Maximiliano de Hesse-Kassel y la princesa Federica Carlota de Hesse-Darmstadt. Era hermana de Carolina, princesa de Anhalt-Zerbst; la princesa Enrique de Prusia; y la princesa Ulrica, duquesa de Oldemburgo. Cristina Carlota era nieta de Carlos I, Landgrave de Hesse-Kassel por parte de su padre y Ernesto Luis, Landgrave de Hesse-Darmstadt por parte de madre.
Fue pintada por Johann Heinrich Tischbein en 1754.
Calvinista acérrima, Cristina Carlota eligió una vida religiosa. El 17 de abril de 1765 se convirtió en canóniga secular en la abadía de Herford, una abadía imperial luterana en Sajonia. El 12 de julio de 1766 fue nombrada abadesa coadjutora de Herford, donde gobernó junto a Federica Carlota de Brandeburgo-Schwedt.  Renunció a su cargo en 1779. 
Cristina Carlota murió el 4 de junio de 1782 en Kassel.